# آرامگاه سلاطین
مقبره سلاطین مربوط به سدهٔ ۸ و ۹ ه.ق است و در شهرستان نور، بخش بلده، دهستان شیخ فضل ا نوری، روستای سراسب واقع شده و این اثر در تاریخ ۲۶ اسفند ۱۳۸۶ با شمارهٔ ثبت ۲۱۹۸۲ به‌عنوان یکی از آثار ملی ایران به ثبت رسیده است.